# Chissioua Mtsamboro
Chissioua Mtsamboro (französisch Île M'Zambourou) ist eine unbewohnte Insel vulkanischen Ursprungs, die im Indischen Ozean liegt. Geographisch gehört sie zur Inselgruppe der Komoren, politisch zur namensgebenden Gemeinde Mtsamboro des französischen Überseegebietes Mayotte.

## Geographie
Die Insel hat eine Fläche von 2,6 km². Der höchste Punkt liegt bei 273 m über dem Meer.